# Горовець (Борисовський район)
Горовець (біл. вёска Уборак) — село в складі Борисовського району Мінської області, Білорусь. Село підпорядковане Мстижській сільській раді, розташоване в північно-східній частині області.